# Скурту, Наталья Исааковна
Наталья Исааковна Скурту (урождённая Наталья Ицковна Резник, в замужестве Короткова, рум. Natalia Corotcov-Scurtu; 18 октября 1906, Кишинёв, Бессарабская губерния — 28 июля 1981, Бухарест, Румыния) — румынский политический деятель, врач-гинеколог, организатор здравоохранения и учёный-медик. Мать режиссёра Киры Муратовой.

## Биография
Наталья Ицковна (Исааковна) Резник родилась 5 октября (по старому стилю) 1906 года в Кишинёве, в еврейской семье. Отец — Ицик (Исаак) Резник (1876—1955), уроженец местечка Ганчешты; мать — Хая (Клара) Резник (урождённая Клейман, 1882—1940). В 1928 году, во время учёбы на медицинском факультете Льежского университета, вступила в ряды Румынской коммунистической партии. В 1929 году получила диплом врача и вступила в Союз рабочей молодёжи из России и Украины, в составе которого занималась агитационной работой, затем работала в отделе агитации и пропаганды молодёжного отделения компартии Бельгии (и здесь же познакомилась с будущим мужем, который учился в политехникуме в Генте), за что в том же году была выслана из Бельгии. В 1929 году работала врачом в Берлине, в 1930 году переехала в Бухарест, где под партийным псевдонимом «Наталья Скурту» была редактором подпольного издания «Tânărul leninist» (Ленинская молодёжь), в 1932 году вышла замуж. 
В 1933—1934 годах жила в Черновицах, работала врачом городской Еврейской больницы и вместе с мужем — по линии Коминтерна в Румынии, была секретарём регионального молодёжного комитета компартии Румынии в Буковине. В феврале 1934 года была вместе с мужем и соратниками кратковременно арестована по «Процессу 105-ти» в Черновицах, после освобождения поселилась в Сороках, где её муж Юрий Александрович Коротков (рум. Gheorghe Corotcov; 15 января 1907, Осовице — 19 сентября 1941, Гура-Рошие) до 1937 года был секретарём сорокского подпольного уездного комитета коммунистической партии Румынии. В 1936 году — вновь арестована, осуждена военным трибуналом в Яссах на 3 года заключения и до февраля 1939 года отбывала срок в тюрьме Дофтана и в Домбровенах (муж был освобождён в декабре 1938 года). В 1939—1940 годах — вновь с мужем на нелегальной работе по линии Коминтерна в Бухаресте, одновременно работала врачом в больнице «Iubirea de oameni». Была членом редколлегии коминтерновского журнала «Ajutorului Roșu» (1940).
С присоединением Бессарабии к СССР в начале июля 1940 года поселилась с дочерью в семье своих родителей в Кишинёве (муж бежал в СССР несколькими месяцами ранее), где была назначена директором фельдшерско-акушерской школы. С началом войны была с дочерью эвакуирована из города, муж был оставлен в городе для организации подпольной работы и пропал без вести осенью 1941 года. По обнаруженным в позднее время документам, Юрий Коротков был захвачен румынскими солдатами в ходе десанта на оккупированной территории и расстрелян после двух дней допросов 19 сентября 1941 года при попытке к бегству в районе поселения Гура-Рошие. 
В первые годы войны находилась с дочерью в эвакуации в Ташкенте, где трудилась ординатором в Ташкентском медицинском институте. С 1942 года — в Москве, с 1943 года
— секретарь Анны Паукер, директора базировавшегося в Уфе под эгидой Коминтерна радио «România Liberă» (Свободная Румыния), затем — на фронте в составе специально сформированной 2-й румынской добровольческой пехотной дивизии «Хория, Клошка ши Кришан» (1945). После окончания военных действий — на партийной работе в Москве.
В 1946 году направлена на работу в Министерство культуры Социалистической Республики Румынии, была директором государственной кинематографической компании Romfilm,
секретарём Государственного комитета по кинематографии. В 1950-е годы работала врачом бухарестского родильного дома «Polizu», затем заместителем министра здравоохранения СРР.
Наталья Скурту — автор популярных пособий по уходу за новорождёнными «Cartea tinerei mame» (Книга молодой матери, Бухарест: Editura Medicală, 1961, — p. 258) и «Domnișoara» (Госпожа, Бухарест: Editura Medicală, 1975), а также научных статей по организации акушерской помощи.

## Семья
Сестра — Надежда Исааковна Стиерс (урождённая Резник, рум. Nadejda (Nadia) Reznic Stiers, 1903, Кишинёв — 1983, Бухарест), член компартии Румынии в 1928—1947 годах, фармацевт, была замужем за бельгийским журналистом Эдуардом Стиерсом (фр. Edouard Hubert Stiers, 1905—1942), публиковавшимся под псевдонимом Elie Sylvain; подвергалась арестам, в годы оккупации Бельгии была интернирована в концлагере Равенсбрюк, кавалер Médaille de la résistance armée 1940—1945. В Бельгии возглавляла профсоюз иностранных рабочих, Лигу рабочих женщин против войны и нищеты (Ligue des femmes travailleuses contre la Guerre et la misère), была членом ЦК коммунистической партии Бельгии. Похоронена вместе с сестрой.

## Галерея
- Празднование румыно-болгарской дружбы (7 марта 1950): Наталья Скурту, Георге Георгиу-Деж, Петру Гроза, С. И. Кавтарадзе, Сава Гановский.
- Наталья Резник, Юрий Коротков и Надежда Резник (ноябрь 1933)
- Юрий (Георгий) Коротков во время ареста сигуранцей (1934)
- Наталья Скурту, Георге Георгиу-Деж и Гостав Марин (фотография, 1950)